# نیوتن دی. بیکر
نیوتن دیهل بیکر جونیور (.Newton Diehl Baker Jr) (زادهٔ ۳ دسامبر ۱۸۷۱ – درگذشتهٔ ۲۵ دسامبر ۱۹۳۷) وکیل، جورجیست، سیاستمدار و مقام حکومتی اهل ایالات متحده بود. وی از ۱۹۱۲ تا ۱۹۱۵ میلادی به عنوان ۳۷امین شهرداری کلیولند، اوهایو خدمت کرد. بیکر که از ۱۹۱۶ تا ۱۹۲۱ میلادی وزیر جنگ ایالات متحده بود، سرپرستی ارتش ایالات متحده در جریان جنگ جهانی اول را بر عهده داشت.
بیکر، متولد مارتینزبرگ، ویرجینیا غربی، پس از فراغت از مدرسه حقوق دانشگاه واشینگتن و لی، یک دفتر حقوقی خصوصی در کلیولند باز نمود. وی به یکی از متحدان دموکرات و ترقی‌خواه شهردار تام ال. جانسون مبدل شد. بیکر پیش از اینکه در ۱۹۱۲ میلادی شهردار کلیولند شود، از ۱۹۰۱ تا ۱۹۰۹ میلادی به عنوان سلیسیتر [مشاور حقوقی] این شهر خدمت کرد. هنگام خدمت به عنوان شهردار، وی برای اصلاح حمل و نقل عامه، بهبود بیمارستان‌ها و زیباسازی شهر تلاش نمود. بیکر در کنوانسیون ملی ۱۹۱۲ دموکرات‌ها از وودرو ویلسون حمایت نموده و در راستای کسب رأی نمایندگان اوهایو به نفع وی کمک کرد. پس از پایان خدمت به عنوان شهردار، بیکر انتصاب به عنوان وزیر جنگ از سوی رئیس‌جمهور ویلسون را پذیرفت. وی یکی از چندین جورجیست‌های برجسته بود که در کابینه ویلسون گماشته شد.
با ورود ارتش ایالات متحده به جنگ جهانی اول، بیکر رهبری ارتش را برعهده داشت. وی ژنرال جان جی. پرشینگ را برای فرماندهی نیروهای اعزامی ایالات متحده انتخاب نمود، کسی که اصرار داشت تا به عنوان یک واحد مستقل عمل نماید. وی در ۱۹۲۱ میلادی وزارت جنگ را ترک نموده و به شرکت حقوقی که به‌طور مشترک بنیانگذاری نموده بود، بیکرهاستتلر، بازگشت. وی به عنوان وکیل مدافع در پرونده دهکده یوکلید در مقابل شرکت امبلر ریلیتی خدمت کرد، پرونده مرتبط با زمین که منتهی به قانونیت قوانین منطقه‌بندی شد. وی یکی از حامیان قوی جامعه ملل بود و در جریان دهه ۱۹۲۰ میلادی به‌طور مستمر برای شرکت ایالات متحده در این جامعه دادخواهی می‌کرد. با آغاز ۱۹۲۸ میلادی، وی به عنوان عضو دیوان دائمی داوری خدمت کرد. در کنوانسیون ملی ۱۹۳۲ دموکرات‌ها، وی یکی از نامزدان برای ریاست جمهوری ایالات متحده بود، اما کنوانسیون فرانکلین دی. روزولت را انتخاب نمود.

## سال‌های اولیه
نیوتن دیهل بیکر در ۳ دسامبر ۱۸۷۱ در مارتینزبرگ، ویرجینیای غربی زاده شده و فرزند نیوتن دیهل بیکر سینیور و مری آن (نام تولد: دوکهارت) بیکر بود. پدربزرگ بیکر، الیاس بیکر یکی از طرفداران وفادار اتحادیه بود، اما برخلاف، پدر وی به ارتش مؤتلفه ملحق شده و به عنوان سرباز سواره نظام خدمت کرد، پس از مدتی مجروح شده و به عنوان اسیر جنگی زندانی شد. پس از بازگشت به خانه در ۱۸۶۵ میلادی، وی مدرک پزشکی خود را از مدرسه پزشکی دانشگاه مریلند بدست آورده و تا زمان مرگ خود در ۱۹۰۶ میلادی به عنوان پزشک در مارتینزبرگ کار کرد.: 19–20 
بیکر آموزش ابتدایی خود را تا سال دوم دوره دبیرستان در مدارس دهکده در مارتینزبرگ به اتمام رسانده و آموزش پیش‌دانشگاهی خود را در مدرسه عالی اسقفی در الکساندریا، ویرجینیا به پایان رساند.
در ۱۹۸۲ میلادی، بیکر با کسب مدرک لیسانس از دانشگاه جانز هاپکینز فارغ‌التحصیل گردیده و هنگام حضور در دانشگاه وی عضو سازمان برادری فی گاما دلتا بود. وی در کلاس‌های وودرو ویلسون که در آن وقت در این دانشگاه استاد مهمان بود، شرکت می‌کرد.: 22  پس از بدست آوردن مدرک حقوق از مدرسه حقوق دانشگاه واشینگتن و لی در ۱۸۹۴ میلادی، وی برای یک سال سعی کرد تا یک دفتر خصوصی حقوقی در مارتینزبرگ باز نماید، اما بعداً منشی شخصی رئیس کل پست کشور ویلیام ال. ویلسون شد، کسی که در سواره نظام ارتش مؤتلفه همراه پدر بیکر خدمت می‌کرد.: 21  وی تا ژوئن ۱۸۹۷ در واشینگتن دی.سی. باقی ماند، پس از آن برای تعطیلات به سفر اروپا رفت و دوباره به مارتینزبرگ بازگشت. در ژانویه ۱۸۹۹، وی یکی از شرکای جدید شرکت حقوقی فوران، مک‌تاین و بیکر در کلیولند شد.: 23 
بیکر یک مرد کوچک و لاغر بود. وی بخاطر خدمت در ارتش در جریان جنگ آمریکا و اسپانیا ثبت نام کرد، اما بخاطر ضعف در بینایی رد شد.

## امور سیاسی کلیولند
زمانی که بیکر به کلیولند نقل مکان نمود، نظریات سیاسی وی بیشتر با حزب دموکرات همدلی داشت؛ وی از آنچه به اصطلاح دموکرات‌های طلا نامیده می‌شد و از رویکرد آنها نسبت به استاندارد طلا، تجارت آزاد و اصلاحات خدمات مدنی پشتیبانی نمود.: 23  وی برای خود حرفه حقوقی موفقی ساخت و در سیاست‌های محلی دخیل شد. او به نامزد دموکرات تام ال. جانسون برای راهیابی به سمت شهردار کلیولند همکاری نموده و تحت مشاوره وی، حرفه خدمات عمومی خود را آغاز کرد. جانسون یکی از طرفداران پرشور ترقی‌خواه سیاسی جورجیسم بود. بیکر نیز تحت تأثیر سیاست‌های جانسون قرار گرفته و به یک جورجیست مبدل شد. بیکر به جانسون همکاری نمود تا با انحصارگرایی خدمات شهری مثلاً، شرکت راه‌آهن الکتریکی کلیولند که در مالکیت مارک هانا قرار داشت، مبارزه نماید و این کار باعث محبوبیت بیکر نزد اهالی کلیولند شد.: 45 
پس از خدمت به عنوان سلیسیتر شهر از ۱۹۰۱ تا ۱۹۰۹ میلادی، وی در ۱۹۱۱ میلادی شهردار شهر شد. به عنوان مقام حکومتی شهر، علایق اصلی بیکر فراهم نمودن برق به شهر کلیولند (وی یک کارخانه برق شهرداری را تأسیس نمود)، اصلاح حمل و نقل عمومی، بهبود بیمارستان و زیباسازی شهر بود. وی یکی از حامیان قوی کالج کلیولند بود که حالا بخشی از دانشگاه کیس وسترن رزرو است. از دستاوردهای پرافتخار وی به عنوان شهردار شهر، تصویب متمم حاکمیت داخلی به قانون اساسی کلیولند بود که در ۱۹۱۲ میلادی توسط رأی‌دهندگان تأیید گردید. این متمم به کلیولند این حق را می‌داد تا منشور خود را ترسیم نماید و فعالیت‌های رسمی شهری را بدون دخالت ایالت انجام دهد.
زمانی بیکر به نمایندگی از ویلسون در کنوانسیون ملی دموکرات در ۱۹۱۲ میلادی در بالتیمور کار کرد، وی یکی از نامزدان احتمالی سمت معاون رئیس‌جمهور پنداشته می‌شد. او و ویلسون از دهه ۱۸۹۰ میلادی، زمانی که هر دو در دانشگاه جانز هاکینز بودند، همدیگر را می‌شناختند و بیکر با بدست آوردن آرای نمایندگان اوهایو به نفع ویلسون، نقش حیاتی در نامزدی ریاست جمهوری ویلسون در کنوانسیون دموکرات‌ها ایفا نمود. ویلسون می‌خواست تا او را به واشینگتن دی.سی. بیاورد. هرچند ویلسون دوبار سمت وزارت کشور ایالات متحده را به وی ارایه کرد، اما بیکر در جریان دوره ریاست جمهوری ویلسون خدمت در این سمت را نپذیرفت.
در ۱۹۱۶ میلادی، پس از اتمام دوره خدمت وی به عنوان شهردار کلیولند، بیکر و دو همکار وی بنگاه حقوقی بیکرهاستتلر را تأسیس نمودند.

## وزیر جنگ
زمانی که ایالات متحده در حال تصمیم‌گیری در مورد دخالت یا عدم دخالت در جنگ جهانی اول بود، رئیس‌جمهوری وودرو ویلسون، بیکر را به عنوان وزیر جنگ معرفی کرد، چون بیکر مورد پذیرش هم طرفداران و هم مخالفین شرکت آمریکا در جنگ، قرار داشت. بخاطر نقش وزارت جنگ در اداره فیلیپین، کانال پاناما و پورتوریکو، این سمت مستلزم داشتن تخصص حقوقی نیز بود. روزنامه نیویورک تایمز او را از «حامیان گرم» رئیس‌جمهور خواند. با داشتن ۴۴ سال عمر، وی جوانترین عضو کابینه بود.
یکی از مورخین در مورد رابطه او با ارتش چنین نوشت:
بیکر که از غیرنظامی‌ترین غیرنظامیان بود، وجود ارتش را یک نیاز می‌دید، اما نه هیبیتی از افراد دارای اونیفورم داشت، نه احساس عاشقانه‌ای نسبت به آنها و نه هم هیچ رؤیای شکوهمندی. … همان روزی که رئیس‌جمهور وودرو ویلسون، بیکر را به عنوان وزیر جنگ اعلام کرد، او به بی‌توجهی خود نسبت به مسائل نظامی اذعان نمود. او به گزارشگران گفت، «من یک انسان بی آزارم، من در مورد این شغل هیچ چیزی نمی‌دانم». اما، وی ذهن تیز و تحلیلگر و مهارت شگرفی در مدیریت داشت.